# Santo Amaro das Brotas (kommun)
Santo Amaro das Brotas är en kommun i Brasilien.   Den ligger i delstaten Sergipe, i den östra delen av landet, 1 300 km öster om huvudstaden Brasília. Antalet invånare är 11 389.
Följande samhällen finns i Santo Amaro das Brotas:
- Santo Amaro das Brotas

Omgivningarna runt Santo Amaro das Brotas är en mosaik av jordbruksmark och naturlig växtlighet.